# Gilson (Warwickshire)
Koordinaten: 52° 30′ N, 1° 44′ W
Gilson ist ursprünglich ein landwirtschaftliches Dörfchen im Nordwesten des englischen Bezirks Warwickshire und schließt Gilson Hall mit ein. Einigen Bewohnern ist es bekannt als Gil. Es liegt zwischen der Marktstadt Coleshill und dem Dorf Water Orton, das nahe dem River Tame liegt.